# Max Carl Wilhelm Weber
Pour les articles homonymes, voir Weber.
Max Carl Wilhelm Weber (ou Max Wilhelm Carl Weber), né le 5 décembre 1852 à Bonn (province de Rhénanie) et mort le 7 février 1937 à Eerbeek (Pays-Bas), est un zoologiste germano-néerlandais. Il a été naturalisé néerlandais en 1883.

## Biographie
Max Carl Wilhelm Weber commence ses études à l'université de Bonn et les poursuit ensuite à Berlin avec le zoologiste Eduard Carl von Martens (1831-1904). Il obtient son doctorat en 1877, puis devient médecin et sert un an dans l'armée.

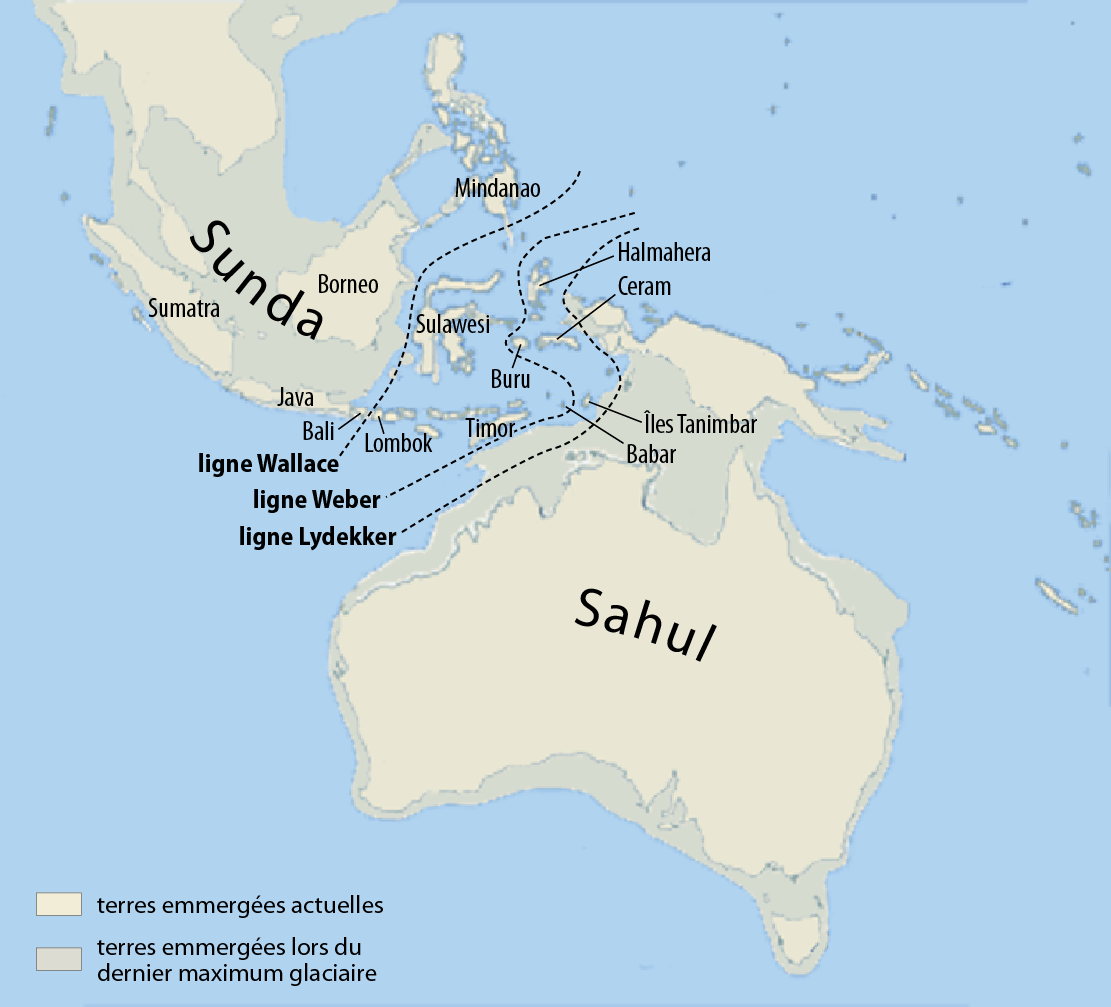
La ligne de Weber correspond à la ligne d'équilibre de la faune indo-malaise et australienne.

Il obtient un poste à l'université d'Utrecht aux Pays-Bas, puis participe à une expédition dans la région de la mer de Barents. Il devient ensuite professeur de zoologie, d'anatomie et de physiologie à l'université d'Amsterdam en 1883. Il participe ensuite à plusieurs expéditions, dont deux à destination de la partie néerlandaise des Indes. La plus importante, l'expédition Siboga en 1899-1900, lui permet de proposer une ligne de démarcation entre les populations mammifères exclusivement australiennes et celles de la Wallacea (en complément de la ligne de Wallace). Cette démarcation est appelée ligne de Weber (nl), grâce à un article dans lequel Paul Pelseneer propose de remplacer la Ligne Wallace par une ligne située plus à l'est et qu'il nomme Ligne de Weber. Weber définit également les concepts continentaux de Sahul et de Sunda en 1919. Il fera également un grand inventaire de poissons. Il publie durant ce temps plusieurs ouvrages de zoologie et est élu membre étranger de la Royal Society of London.
Sa femme est la botaniste néerlandaise Anna Antoinette Weber-van Bosse (1852-1942) qui participe aux mêmes expéditions.

## Publications
- 1890-1907 : Zoologische Ergebnisse einer Reise in Niederländisch Ost-Indien, 1 (1890-1891): [i-v], i-xi, maps I-III, 1-460, pls. I-XXV; 2 (1892): [i-v], 1-571, pls. I-XXX; 3 (1894): [i-v], 1-476, pls. I-XXII; 4 (1897-1907): [i-v], 1-453, pls. I-XVI (E. J. Brill, Leiden).
- 1902 : Introduction et description de l'expedition", I. Siboga-expeditie.
- 1904 : Enkele resultaten der Siboga-expeditie. Versl. gewone Vergad. wis- en natuurk. Afd. K. Akad. Wet. Amsterdam, 12 (2): 910-914.
- 1911-1962 : avec L. F. de Beaufort, The fishes of the Indo-Australian Archipelago, I (1911). Index of the ichthyological papers of P. Bleeker: i-xi, 1-410, 1 portrait; II. (1913). Malacopterygii, Myctophoidea, Ostariophysi: I Siluroidea: i-xx, 1-404, 1 portrait; III.